# Tainaria
Tainaria (en griego ταινάρια) es el nombre de una antigua festividad griega, que celebraban los lacedemonios en honor de Poseidón, dios del mar, que a este propósito recibía el epíteto de Poseidón Tenario (Ταινάριος Ποσειδών, "Tainarios Poseidón"). Dicha festividad tenía lugar en Esparta, donde existía un conjunto especial de sacerdotes, los tainaristas (Ταιναρισταί, "Tainaristaí").